# Cinéma du look
Cinéma du look a fost o mișcare artistică a filmului francez al anilor 1980, ce a fost analizată pentru prima dată de criticul de film francez Raphaël Bassan într-un articol din revista de specialitate La Revue du Cinéma, numărul 448, din mai 1989, în care a caracterizat regizorii Luc Besson, Jean-Jacques Beineix și Leos Carax ca regizori ai mișcării "le look".

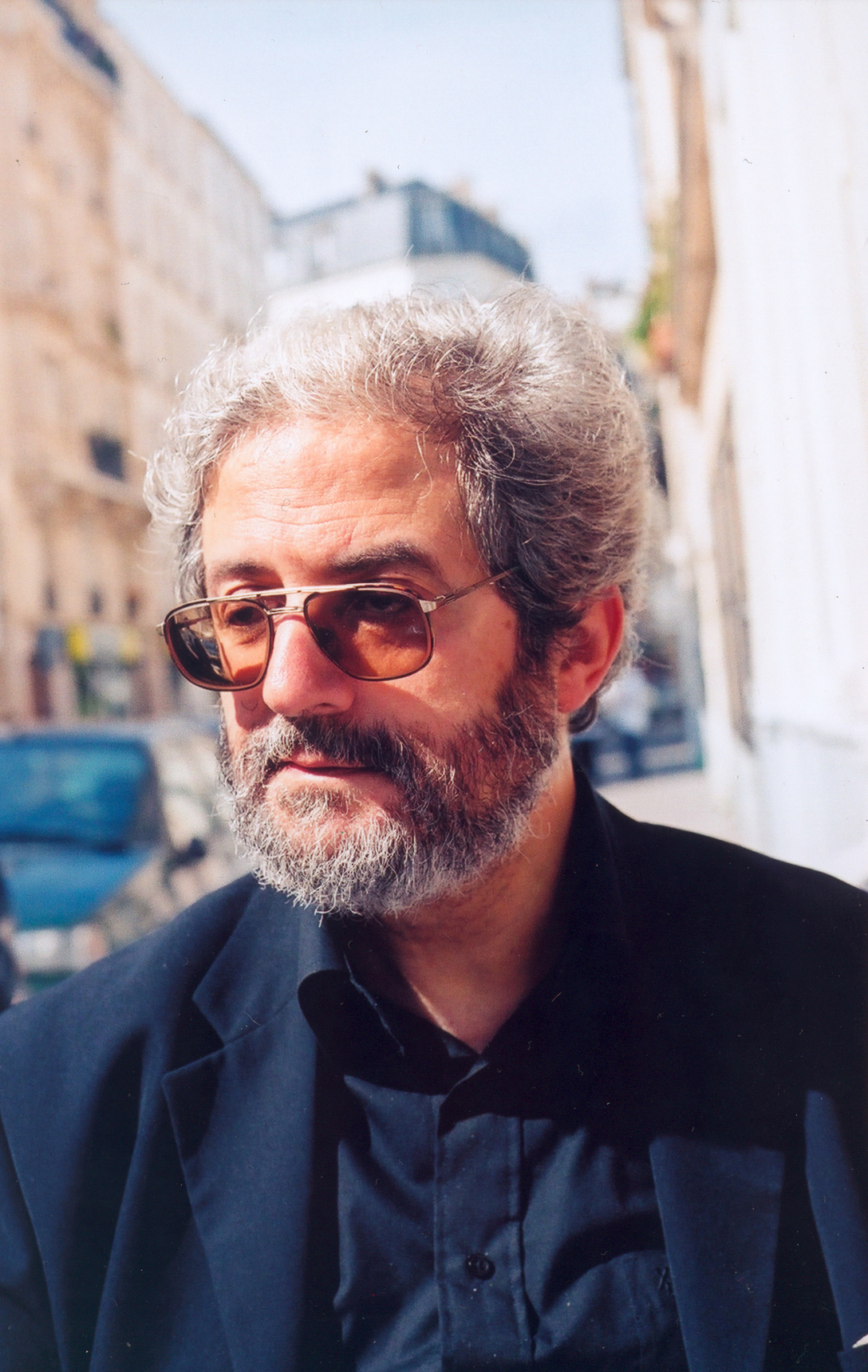
Raphael Bassan

Caracterizarea făcută de criticul de film francez se referea la filme care aveau un stil vizual foarte atractiv, splendid chiar, și aveau ca personaje tipice tineri marginalizați ai societății timpului când François Mitterrand era președintele celei de-a cincea republici franceze.

## Origini
Originile mișcării artistice Cinéma du look își aflau inspirația în filmele create sub egida unei alte mișcări artistice cinematografice, cunoscute ca [The] New Hollywood, dintre care se poate menționa Francis Ford Coppola, cu accentuarea filmelor One from the Heart și Rumble Fish, filmul Lola, din 1981, al carierei târzii a germanului Rainer Werner Fassbinder, reclamele de televiziune, video-uri muzicale și fotografia de modă.

## Regizori și filme notabile

### Jean-Jacques Beineix
- Diva (1981)
- 37°2 le matin (în engleză, Betty Blue) (1986)

### Luc Besson
- Subway (1985)
- Le Grand bleu (în engleză, The Big Blue) (1988)
- Nikita (1990)

### Leos Carax
- Boy Meets Girl (1984)
- Mauvais Sang (1986)
- Les Amants du Pont-Neuf (1991)